# トヴェルスカヤ駅
座標: 北緯55度45分53秒 東経37度36分23秒 / 北緯55.7647度 東経37.6065度
トヴェルスカヤ駅（トヴェルスカヤえき、ロシア語: Тверская）は、モスクワ地下鉄2号線の駅。

## 歴史
1979年7月20日に2号線の途中駅として開業した。

## 乗り換え
- 7号線プーシキンスカヤ駅
- 9号線チェーホフスカヤ駅